# Sylvia Eisenberg

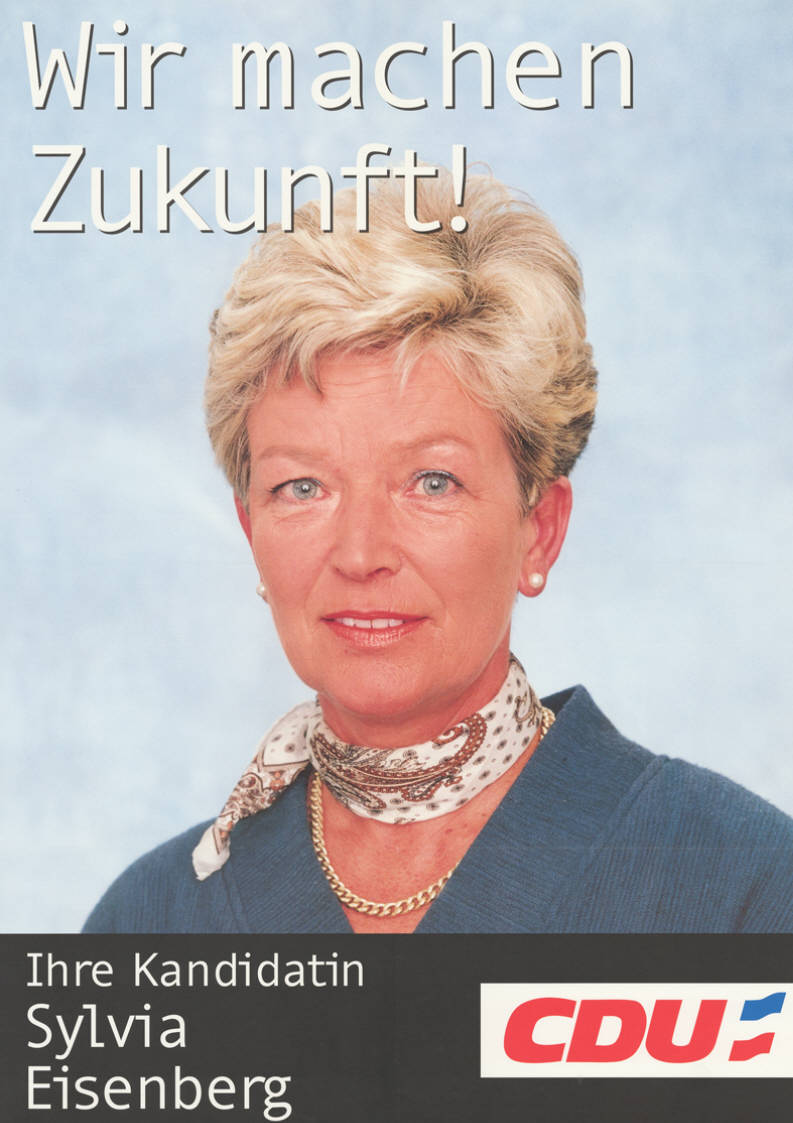
Sylvia Eisenberg auf einem Landtagswahlplakat 2000

Sylvia Eisenberg (* 21. Mai 1948 in Timmendorfer Strand) ist eine deutsche Politikerin (CDU).

## Leben und Beruf
Nach dem Abitur 1966 am Ostsee-Gymnasium Timmendorfer Strand absolvierte Sylvia Eisenberg ein Lehramtsstudium der Fächer Geschichte, Germanistik und Erziehungswissenschaften an der Universität Hamburg, welches sie 1971 mit dem ersten Staatsexamen beendete. Nach dem anschließenden Referendariat bestand sie 1973 das zweite Staatsexamen für das Höhere Lehramt. Danach war sie bis 2000 als Lehrerin an der Kieler Gelehrtenschule tätig.
Sylvia Eisenberg ist verheiratet und hat drei Kinder.

## Partei
Seit 1978 ist sie Mitglied der CDU und war von 1992 bis 25. April 2008 stellvertretende Vorsitzende des CDU-Kreisverbandes Rendsburg-Eckernförde. Auf dem Kreisparteitag am 25. April 2008 wurde Eisenberg zum Ehrenmitglied im Vorstand ernannt.

## Abgeordnete
Von 1980 bis 2000 gehörte sie der Gemeindevertretung ihres Wohnortes Altenholz an und war
hier von 1992 bis 2000 Vorsitzende der CDU-Fraktion.
Seit 2000 ist sie Mitglied des Landtages von Schleswig-Holstein. Hier war sie von 2005 bis 2009 Vorsitzende des Bildungsausschusses und außerdem Fachsprecherin der CDU-Landtagsfraktion für Berufliche Bildung und Weiterbildung.
Sylvia Eisenberg ist 2000 über die Landesliste und 2005 mit 42,5 % der Erststimmen als direkt gewählte Abgeordnete des Wahlkreises Rendsburg-Ost in den Landtag eingezogen.
Bei der vorgezogenen Landtagswahl am 27. September 2009 kandidierte Eisenberg nicht erneut für den Landtag. Dies hatte die Politikerin allerdings schon frühzeitig bekanntgegeben. Ihre Nachfolgerin im Wahlkreis Rendsburg-Ost (13) wurde Marion Herdan aus Molfsee, die den Wahlkreis erneut direkt für die CDU gewinnen konnte.